# Virbia fluminea
Virbia fluminea är en fjärilsart som beskrevs av William Schaus 1912. Virbia fluminea ingår i släktet Virbia och familjen björnspinnare. Inga underarter finns listade i Catalogue of Life.